# Ciudadela de Blaye
La ciudadela de Blaye —Citadelle de Blaye en francés original— es un complejo militar situado en la comuna francesa de Blaye, en Aquitania, construido en el siglo XVII, entre los años 1685 y 1689, por el arquitecto militar François Ferry, bajo supervisión y diseño de Vauban. Comprende un amplio complejo fortificado rodeado por murallas, con tres terraplenes y cuatro baluartes que ocupan un total de terreno de unas 38 hectáreas y fue concebido como parte del sistema defensivo del puerto de Burdeos —desde su emplazamiento domina visualmente todo el estuario de la Gironda— complementado por el fuerte Paté, situado en la isla homónima, y el fuerte Médoc, en la orilla opuesta de la Gironda.
Desde julio de 2008 está inscrita como Patrimonio de la Humanidad por la Unesco bajo la denominación «fortificaciones de Vauban» y desde mayo de 2009 clasificada como monumento histórico de Francia.